# Sintija Brizil
Sintija Brizil je američki naučnik i preduzetnik iz oblasti robotike. Ona je bivši glavni naučnik i glavni službenik projekta Jibo, u kompaniji koju je saosnivala 2012. i koja je razvija robote za poslove ličnog asistenta. Trenutno je profesor medijske umetnosti i nauke na MIT i direktor grupe Personalni Roboti u MIT Media Lab. Njen nedavni rad se fokusirao na temi življenja svakodnevnog života u prisustvu veštačke inteligencije i postepenog sticanja uvida u dugoročne uticaje društvenih robota.

## Izabrani radovi
- Breazeal, Cynthia (2002). Designing Sociable Robots. The MIT Press. ISBN 0-262-02510-8.
- Breazeal, Cynthia; Bar-Cohen, Yoseph (2003). Biologically Inspired Intelligent Robots. Bellingham, Washington: SPIE (The International Society for Optical Engineering). ISBN 0-8194-4872-9.
- Breazeal contributed one chapter to Architects of Intelligence: The Truth About AI from the People Building It. Packt Publishing. 2018. ISBN 978-1-78-913151-2., , by the American futurist Martin Ford.[2]

## Literatura
- Brown, Jordan D. (2005). Robo World: The Story of Robot Designer Cynthia Breazeal. Women's Adventures in Science. New York: Franklin Watts. ISBN 0-531-16782-8.

## Spoljašnje veze
- MIT Cynthia Breazeal Home page
- "Profile: Cynthia Breazeal", PBS NOVA scienceNOW TV series, November 21, 2006.
- "50 Best Robots Ever", Wired,  January 2006.